# Cecilio Paniagua
Cecilio Paniagua Rodriguez (* 8. Dezember 1911 in Terque, heute zu Alpujarra Almeriense, Provinz Almería, Spanien; † 24. Januar 1979 in Madrid) war ein spanischer Kameramann.

## Leben
Cecilio Paniagua Rodriguez hatte in den frühen 1930er Jahren einige Semester Architektur studiert, ehe er sich für die Fotografie zu interessieren begann. 1935 startete er seine Tätigkeit als zweiter Kameramann und Kurzfilmkameramann, von Dokumentationen wie von Produktionen mit Spielhandlung. Zu seinen Lehrern gehörte Spaniens bedeutendster Bildgestalter der frühen Franco-Jahre, der NS-Flüchtling Heinrich Gärtner, der sich in seinem spanischen Exil Enrique Guerner nannte.
Zum Jahresbeginn 1944 begann Paniagua seine Tätigkeit als Chefkameramann bei abendfüllenden Spielfilmen. In den folgenden dreieinhalb Jahrzehnten arbeitete er mit den führenden Regisseuren seines Landes zusammen, darunter Ladislao Vajda, Florián Rey, Juan Antonio Bardem, Juan de Orduña und Rafael Gil. Bei großangelegten US-Produktionen, die aus Kostengründen in Spanien gedreht wurden oder hispanisches Ambiente benötigten, fungierte Cecilio Paniagua in späteren Jahren als Second-Unit-Kameramann. Darunter fallen die Filme Der Untergang des Römischen Reiches, Drei Mädchen in Madrid und Patton – Rebell in Uniform.
Seine Karriere beendete Cecilio Paniagua wenige Monate vor seinem Tod mit einem auf Fakten beruhenden, von der Kritik eher schlecht aufgenommenen Historien-Politdrama aus der Franco-Zeit, Companys, procès a Cataluña. Paniagua, der auch für das Fernsehen (z. B. die Serie El Picaro) gearbeitet hatte, galt als fleißiger, recht produktiver Bildgestalter ohne allzu große künstlerische Ambitionen.

## Filmografie
- 1935: Canto a la emigración (Kurzfilm)
- 1936: Saudade (Kurzfilm)
- 1938: Celuloides cómicos (Kurzfilm)
- 1939: Luna gitana (Kurzfilm)
- 1939: Romancero marroqui (Kurzfilm)
- 1940: Luz de levante (Kurzfilm)
- 1940: Ensayo sobre otoño (Kurzfilm, auch Regie)
- 1940: Feria en Sevilla (Kurzfilm)
- 1940: No fumadores (Kurzfilm)
- 1941: Canarias orientales (Kurzfilm)
- 1941: Tierra canaria (Kurzfilm)
- 1941: Fiesta canaria (Kurzfilm)
- 1944: El testamento del Virrey
- 1944: El camino de Babel
- 1945: Espronceda
- 1945: A los pies de usted
- 1946: Heroes del 95
- 1947: Obsesión
- 1947: Barrio
- 1948: La cigarra
- 1948: Hoy no pasamos lista
- 1949: Aventuras de Juan Lucas
- 1950: Hace cien años
- 1950: Sehnsucht nach Andalusien (Andalousie)
- 1951: Parsifal
- 1952: Gloria Mairena
- 1952: Manicomio
- 1953: Jeromin
- 1953: Novio a la vista
- 1954: Die wunderbare Liebe der Bianca Maria (Un caballero andaluz)
- 1954: Felices pascuas
- 1954: La cruz de mayo
- 1955: El Piyayo
- 1955: Congreso en Sevilla
- 1956: La vida en un bloc
- 1956: Un traje blanko
- 1957: Der Tag der Verdammten (Amanecer en Puerta Oscura)
- 1957: El hereje
- 1958: La muralla
- 1958: La tirana
- 1959: Misión en Marruecos
- 1959: Sonatas
- 1960: El indulto
- 1960: Siega verde
- 1960: Die Sklaven Roms (La rivolta degli schiavi)
- 1961: Die Liebe ist ein seltsames Spiel (Cariño mio)
- 1962: Die Zitadelle von San Marco (Mathias Sandorf)
- 1963: Marschier oder krepier (Marcia o crepa)
- 1963: Geheimagentin in Gibraltar (Gibraltar)
- 1964: La otra mujer
- 1964: Maria Rosa
- 1965: Das Geheimnis der Todesinsel
- 1965: Operation Gold (Zarabanda Bing Bing)
- 1965: El fantastico mundo del Dr. Coppelius
- 1966: Las viudas
- 1966: Ein Tag zum Kämpfen (Custer of the West)
- 1967: Las que tienen del servir
- 1968: 100 Gewehre ´(100 Rifles)
- 1968: Heißes Spiel für harte Männer (El crimen tambien juega)
- 1970: El triangulito
- 1971: Leise weht der Wind des Todes (The Hunting Party)
- 1971: Das Licht am Ende der Welt (The Light at the Edge of the World)
- 1971: Un omicidio perfetto a termine di legge
- 1971: Colpo grosso, grossissimo… anzi probabile
- 1972: Monta in sella, figlio di…
- 1972: Die Schatzinsel (Treasure Island)
- 1972: Der Teuflische (Lisa e il diavolo)
- 1973: El picaro (Fernsehserie)
- 1974: Las primeras experiencias
- 1975: La querida
- 1976: Las delicias de los verdes años
- 1976: La mujer es un buen negocio
- 1977: Mi hija Hildegart
- 1978: Los restos del naufragio
- 1978: Companys, procès a Cataluña